# Véletlenül írtam egy könyvet
A Véletlenül írtam egy könyvet 2025-ben bemutatott magyar családi és ifjúsági film, amelyet Lakos Nóra írt és rendezett, Annet Huizing Hogyan írtam véletlenül egy könyvet? című regénye alapján. A főbb szerepekben Demeter Villő, Mátray László és Zsurzs Kati látható.
A filmet 2025. január 16-án mutatták be.

## Cselekmény
Nina legnagyobb álma, hogy íróvá váljon, amit kreativitásával animációsfilm-rendező édesapjától örökölt. Hétköznapjai azonban nem mentesek a kalamajkáktól, hiszen kétbalkezes bűvész öccse folyton felforgatja azokat. Édesanyja korai halála óta a családban a kissé merev nagynénje jelenti számára a női példaképet. Amikor apja életébe belép egy új szerelem, Nina a szomszédban élő bohém írónő tanácsaira támaszkodva, az írás segítségével dolgozza fel édesanyja elvesztését. Így nemcsak az új családtagot fogadja el, hanem megnyílik az első szerelem előtt is.

## Szereplők
- Demeter Villő – Nina
- Mátray László – András
- Zsurzs Kati – Lídia
- Hárs Bonca – Junior, Nina öccse
- Rujder Vivien – Detti
- Tenki Réka – Adél
- Lovas Rozi – Lujza
- Mucsi Zoltán – Robi
- Bergendi Barnabás – pincér
- Bozó Andrea – múzeum kalauz
- Demeter Hunor – Ádám
- Demeter Kincső – Nina 23 évesen
- Zeng Xiao Feng – Zoé anyja
- Grisnik Petra – Patrícia
- Gryllus Dorka – varrónő
- Gubik Petra – varrónő
- Wolf Kati – varrónő
- Jónás Vera – kórosénekes
- Kocsis Mariann – jegypénztáros
- Bagossy Norbert – önmaga

## Forgatás
A forgatást 2023. július 12-én kezdték és 2023. szeptember 1-jén fejezték be, a filmet 50 nap alatt forgatták le. Az utómunkákat Lakos Nóra és néhány holland[pontosabban?] végezte, és 2024. augusztus végéig, azaz majdnem egy évig tartottak.

## Nézettség, bevétel
A nézettségi adatok szerint 153 690 jegyet adtak el rá, és ezzel az eredménnyel mintegy 337 849 145 Ft bevételt termelt a jegypénztáraknál.

## Díjak
- 28. Montréal-i Nemzetközi Gyerekfilmfesztivál fődíja[5]
- 44. Magyar Filmszemle nagyjátékfilm különdíj[6]
- Tallinn Black Nights Just Film nemzetközi filmfesztivál – legjobb film[7]